# Michalis Spiridakis
Michalis Spiridakis (Zutphen, 23 april 2001) is een Nederlands voetballer van Griekse afkomst die als middenvelder voor Go Ahead Eagles speelde. In de zomer van 2022 ging hij weer terug naar FC Zutphen.

## Carrière
Michalis Spiridakis werd geboren in Nederland als zoon van een Griekse vader. Op vierjarige leeftijd vertrok hij met zijn ouders naar Griekenland, waar hij zes jaar woonde. Het gezin ging wonen tot zijn elfde op Kreta en Spiridakis voetbalde bij AOT uit Timbaki. Na terugkeer in Nederland ging hij zijn diploma halen bij het Isendoorn College in Warnsveld en ging in de jeugd van FC Zutphen spelen. Van 2017 tot 2020 speelde hij in de jeugd van Go Ahead Eagles. Sinds 2020 speelt hij in het onder-21-elftal van Go Ahead. Hij debuteerde in het betaald voetbal in de Eerste divisie op 2 mei 2021, in de met 5-1 gewonnen thuiswedstrijd tegen Helmond Sport. Hij kwam in de 85e minuut in het veld voor Julliani Eersteling.

### Statistieken
| Seizoen                   | Club            | Land           | Competitie     | Competitie | Competitie | Beker | Beker | Totaal | Totaal |
| Seizoen                   | Club            | Land           | Competitie     | Wed.       | Dlp.       | Wed.  | Dlp.  | Wed.   | Dlp.   |
| ------------------------- | --------------- | -------------- | -------------- | ---------- | ---------- | ----- | ----- | ------ | ------ |
| 2020/21                   | Go Ahead Eagles | Nederland      | Eerste divisie | 1          | 0          | 0     | 0     | 1      | 0      |
| Carrièretotaal            | Carrièretotaal  | Carrièretotaal | Carrièretotaal | 1          | 0          | 0     | 0     | 1      | 0      |
| Bijgewerkt op 21 mei 2021 |                 |                |                |            |            |       |       |        |        |